# ミネベアミツミFC
ミネベアミツミFC（ミネベアミツミえふしー、英: Minebea Mitsumi FC）は、日本の宮崎県宮崎市をホームタウンとする、ミネベアミツミの子会社・ミネベア アクセスソリューションズ（実業団）。日本フットボールリーグ（JFL）に所属する社会人サッカークラブ。呼称は「ミネベアミツミフットボールクラブ」。
2023年にホンダロックSC（株式会社ホンダロックサッカー部）から改称した。

## 概要
1964年、当時の株式会社ホンダロック（本田技研工業の自動車部品製造子会社）が社内福利厚生を目的に「本田ロック黒潮会サッカー部」として創立。選手は現在に至るまで全員が同社の社員選手で構成される。ほぼ毎年シーズンオフ中にて開催されるセレクション等でJリーグチームを初めとするプロチームおよび社会人チームからの移籍選手をも受け入れているが、この場合も社員選手として獲得している。
2023年1月27日、ホンダロックは全株式が本田技研工業からミネベアミツミへ譲渡され、ミネベアミツミの完全子会社となった。同時に社名も「ミネベア アクセスソリューションズ」に変更されたため、同日付でチーム名も「ミネベアミツミFC」に変更された。

## 歴史
2003年以前
宮崎県サッカーリーグ時代には通算11回の優勝を果たしている。
天皇杯には1999年から2001年まで3年連続出場。
2004年
九州サッカーリーグで初優勝し、JFL昇格を懸けた第28回全国地域リーグ決勝大会に進出するが3位に終わった。当初の昇格条件である2位以内（JFL下位との入替戦出場）には入れなかったが、大塚製薬・ザスパ草津のJリーグ加盟と国士舘大学サッカー部の不祥事によるJFL脱退で3位までが自動昇格となったことにより、JFL昇格が決まった。
第84回天皇杯では3回戦でコンサドーレ札幌（J2）に敗退。
2005年
JFL昇格初戦は浜松市にある本田技研本社のチーム、Honda FCとの「ホンダ・ダービー」となった。このシーズンは15位に終わったが、大串良秀が1シーズン4本のフリーキックによるゴール（JFLタイ記録）を決めるなど、14得点の活躍を見せた。
第85回天皇杯では4回戦に進出。
2006年
前期は16位で折り返したが後期は思うように成績が伸びず、年間18位に終わる。
入替戦では地域リーグ決勝大会2位のFC岐阜を相手に第1戦0-4、第2戦1-4で連敗、九州リーグ降格となった。
2007年
九州リーグでは第21節に勝利して首位を守り、この時点で地域リーグ決勝大会の出場権を確保した。しかし最終節のV・ファーレン長崎戦では終盤立て続けに失点し、1-2で逆転負け。その前に行われた試合で勝利を収めていたニューウェーブ北九州に逆転優勝を許すこととなった。
地域リーグ決勝大会1次ラウンドでは、初戦のグルージャ盛岡戦こそ勝利したものの、2戦目でファジアーノ岡山FCに敗れグループ2位。1年でのJFL復帰を逃した。
第87回天皇杯では3回戦に進出。
2008年
リーグ戦は序盤一時首位に立つものの終盤失速し3位に終わる。第88回天皇杯は1回戦敗退。
10月の全国社会人サッカー選手権大会で3位に入り、本年からこの大会の上位2チームに与えられる地域リーグ決勝大会出場権を獲得した。
地域リーグ決勝大会では、1次ラウンドAグループを2勝1敗の首位で通過し、決勝ラウンドは1勝2敗の3位。この年はJFLから3チームのJリーグ参入が決定したため、3位のホンダロックは入替戦なしで3年ぶりのJFL復帰を果たした。
2009年
3年ぶりのJFL復帰。下馬評ではJFL残留争いだったが、得点こそ少ないものの守備が安定し、一部上位チームよりも少ない失点数で一時は中位まで順位を上げた時期もあった。最終成績は過去最高順位となる13位。
第89回天皇杯2回戦ではJ2の東京ヴェルディに1-0で勝利。8回目の出場で初めてJリーグクラブを倒し、かつ同大会ではJFL勢で唯一の3回戦進出チームとなった。3回戦ではJ1の名古屋グランパスに0-2で敗れた。
2010年
宮崎県内での口蹄疫発生に伴い、感染拡大防止のため宮崎県内で開催しているホームゲームは5月下旬から中止・順延、あるいは対戦チームのホームゲームとして開催された（順延となった試合は8月中に開催）。また7月のホームゲーム2試合も無観客試合（一般ファン立入禁止。会場も非公表→その後2011年2月に会場説明が解禁となり「フェニックスリゾート（シーガイア）イベントスペース」（宮崎市）で開催したと公表）とする処置をとった。詳細は2010年日本における口蹄疫の流行を参照。
決定力不足は相変わらずも守備は安定し、前年と同じ13位。
第90回天皇杯は2回戦敗退。
2011年
1月に口蹄疫からの復興として元日本代表の中田英寿率いる「TAKE ACTION F.C.」と対戦。釘崎康臣、麻生大治郎が得点を挙げ2-2であった。
これまでチームに外国籍の選手はそれまでいなかったが、黄大俊（韓国籍）が初めて外国籍の選手での入団（入社）。シーズン序盤でGK2人がケガにより戦線離脱しGKがいない事態となったが、コーチである川島正士が臨時で現場復帰している。
前半戦は好調で首位争いに加わり、第91回天皇杯のJFLシード権を獲得。後期第9節ではこれまで未勝利だったHonda FCに3-2で初勝利を挙げた。後期は徐々に失速したものの、過去最高順位となる8位に入った。
第91回天皇杯は2回戦敗退。
シーズン途中で監督の池田竜市が退任、後任にはコーチの城和憲（城彰二の弟）が昇格。長年チームを支えたDFの谷口研二、白川伸也、澤村憲司が同年限りで現役引退。
2012年
チームの要であったMF前田悠佑がV・ファーレン長崎、DF小原拓也がFC琉球へ移籍。この年入団セレクションは行われなかったものの、大学生の肝付将臣・串間雄峰、セレッソ大阪U-18から鶴崎智貴を獲得。また各選手のポジションのコンバート（釘崎がFW専念、FW熊元敬典がDFなど）など新体制で臨んだ。
天皇杯宮崎県予選では決勝で宮崎産業経営大学に敗れ、6年ぶりに本大会出場を逃す。
リーグ戦では開幕から10連敗を喫するなど大苦戦し、最終成績は16位。本来なら地域リーグ決勝大会3位チームとの入替戦となるが、SAGAWA SHIGA FCの活動休止・JFL脱退のため繰り上げでJFL残留。
2013年
川島正士が監督に就任。シーズン当初から低迷し最終節で最下位に転落した。
翌2014年のJ3リーグ導入に伴い、10チームがJFLからJ3に加盟するためJFL残留。
2014年
井戸川一徹が監督に就任。
長崎国体サッカー成人の部には諏訪園良平・串間・宮路洋輔・原田洋志・麻生がメンバー入りし、宮崎県チームの35年ぶり優勝に貢献。
リーグ戦は10位。第94回天皇杯は2回戦敗退。
首藤啓祐・麻生・山下優一郎・原田・釘崎らが現役を引退（ただし、社業への専念・コーチへの転身などで会社自体には引き続き在籍している者も多い）。
2015年
入団セレクションは行われず、MF山田貴文・岡田峻・坂本翔、FW米良智記が入団。キャッチフレーズは「一途」。
リーグ戦は9位。
2016年
谷口研二が監督に就任。
第96回天皇杯は1回戦敗退。
リーグ戦は2ndステージで8連勝を記録。リーグ最少失点の堅守も光り、過去最高となる4位に躍進。
2017年
リーグ戦は安定した成績で8位。
2018年
リーグ戦は30試合中11分と勝ちきれない試合が続き、14位。
テゲバジャーロ宮崎のJFL昇格に伴い、JFL初の「宮崎ダービー」が開催された。
2019年
白川伸也が監督に就任。
第99回天皇杯は2回戦敗退。
リーグ戦は前期5位と好発進。後期も着実に勝ち点を積み、6位。
2020年
宮路洋輔が監督に就任。
リーグ戦は新型コロナウイルスの影響により1回戦総当たりで開催。12位。
2021年
第101回天皇杯2回戦では大分トリニータを相手に延長戦までもつれ込むも2-3で敗れる。
リーグ戦は前期・後期とも3勝ずつに終わり16位。
入替戦では地域CL2位のFC.ISE-SHIMAを相手に3-2で勝利し、JFL残留。
2022年
8月4日、ホンダロックが本田技研工業傘下から離れ、ミネベアミツミの完全子会社になる事が発表された。
シーズン前半こそ4連勝を記録するなど好調な時期もあったが、夏場に6連敗もあるなど浮き沈みの激しいシーズンとなった。しかし前年とは違い早々に残留を決め、10位。
第102回天皇杯は2回戦敗退。
2023年
1月27日、ミネベアミツミによる完全子会社化に伴い、同日付でサッカー部も「ホンダロックサッカー部（ホンダロックSC）」から「ミネベアミツミフットボールクラブ（ミネベアミツミFC）」に改称。
リーグ戦は前期の出遅れが響き、14位。
2024年
リーグ戦は前期から振るわず最下位に終わる。本来なら九州リーグに自動降格だが、ソニー仙台FCが同年限りで活動終了・JFL退会となったため、JFL・地域リーグ入替戦に回る。
入替戦では地域CL2位のVONDS市原を相手に、後半終了間際に決勝点を挙げ1-0で勝利し、JFL残留。

## スタジアム
- 2005年のみ宮崎県総合運動公園陸上競技場（命名権により、2014年 - 2019年は「KIRISHIMAハイビスカス陸上競技場」、2020年 - は「ひなた陸上競技場」）と小林総合運動公園市営陸上競技場を併用。
- 2006年以後は主に宮崎市生目の杜運動公園陸上競技場を本拠地としているが、まれに宮崎県陸、小林宮崎のほか、延岡市西階総合運動公園陸上競技場や都農町藤見総合運動公園陸上競技場でも年に数回開催される。
  - ただし2018年は宮崎県陸、小林陸上、延岡西階、都農藤見、串間陸上で開催され、生目の杜では開催されなかった。
- 下表は日本フットボールリーグ在籍時の主催試合会場一覧である。

| 年度 | 生目の杜 | 宮崎県陸/ ハイビ陸/ ひなた陸 | 小林陸 | 延岡西階 | その他                  |
| 2005 | 0        | 7                            | 8      | 0        |                         |
| 2006 | 8        | 2                            | 7      | 0        |                         |
| 2009 | 14       | 0                            | 1      | 2        |                         |
| 2010 | 13       | 1                            | 1      | 0        | シーガイア2             |
| 2011 | 11       | 1                            | 3      | 2        |                         |
| 2012 | 9        | 2                            | 3      | 2        |                         |
| 2013 | 10       | 2                            | 2      | 3        |                         |
| 2014 | 9        | 0                            | 3      | 2        |                         |
| 2015 | 10       | 1                            | 3      | 1        |                         |
| 2016 | 10       | 0                            | 2      | 2        | 串間1                   |
| 2017 | 6        | 1                            | 3      | 3        | 串間2                   |
| 2018 | 0        | 2                            | 2      | 3        | 都農7、串間1            |
| 2019 | 4        | 4                            | 3      | 2        | 都農1、串間1            |
| 2020 | 3        | 3                            | 0      | 0        | 都農1                   |
| 2021 | 9        | 2                            | 2      | 1        | 都農2                   |
| 2022 | 7        | 4                            | 0      | 1        | 都農1、串間1            |
| 2023 | 6        | 0                            | 2      | 2        | 都農2、串間1、ユニスタ1 |
| 2024 | 9        | 2                            | 0      | 1        | 都農1、串間1、いちご1   |

## 戦績
JFLまたは九州サッカーリーグのみ
| 年度 | 所属 | 順位 | 勝点 | チーム | 試合 | 勝     | 分   | 分   | 負     | 得点 | 失点 | 差  | 監督                |
| 1986 | 九州 | 7位  | 7    | 10     | 9    | 2      | 3    | 3    | 4      | 13   | 16   | -3  | ?                   |
| 1987 | 九州 | 10位 | 4    | 10     | 9    | 1      | 2    | 2    | 6      | 8    | 15   | -7  | ?                   |
| 年度 | 所属 | 順位 | 勝点 | チーム | 試合 | 90分勝 | PK勝 | PK負 | 90分負 | 得点 | 失点 | 差  | 監督                |
| 1997 | 九州 | 5位  | 26   | 10     | 18   | 5      | 3    | 5    | 5      | 32   | 31   | 1   | ?                   |
| 1998 | 九州 | 8位  | 21   | 10     | 18   | 6      | 0    | 3    | 9      | 34   | 37   | -3  | ?                   |
| 1999 | 九州 | 4位  | 32   | 10     | 18   | 9      | 2    | 1    | 6      | 47   | 37   | 10  | ?                   |
| 2000 | 九州 | 2位  | 37   | 10     | 18   | 12     | 0    | 1    | 5      | 54   | 24   | 30  | ?                   |
| 2001 | 九州 | 5位  | 29   | 10     | 18   | 8      | 2    | 1    | 7      | 33   | 34   | -1  | ?                   |
| 2002 | 九州 | 3位  | 39   | 10     | 18   | 12     | 1    | 1    | 4      | 54   | 27   | 27  | ?                   |
| 2003 | 九州 | 6位  | 31   | 12     | 22   | 8      | 1    | 3    | 9      | 40   | 44   | -4  | ?                   |
| 2004 | 九州 | 優勝 | 47   | 10     | 18   | 14     | 2    | 1    | 1      | 52   | 16   | 36  | ?                   |
| 年度 | 所属 | 順位 | 勝点 | チーム | 試合 | 勝     | 分   | 分   | 負     | 得点 | 失点 | 差  | 監督                |
| 2005 | JFL  | 15位 | 15   | 16     | 30   | 3      | 6    | 6    | 21     | 38   | 79   | -41 | 福田修              |
| 2006 | JFL  | 18位 | 22   | 18     | 34   | 5      | 7    | 7    | 22     | 39   | 86   | -47 | 生目春男 / 松山浩司 |
| 年度 | 所属 | 順位 | 勝点 | チーム | 試合 | 勝     | PK勝 | PK負 | 負     | 得点 | 失点 | 差  | 監督                |
| 2007 | 九州 | 2位  | 52   | 10     | 18   | 17     | 0    | 1    | 2      | 76   | 19   | 57  | 福田浩一            |
| 2008 | 九州 | 3位  | 46   | 10     | 18   | 14     | 2    | 0    | 2      | 62   | 14   | 48  | 福田浩一            |
| 年度 | 所属 | 順位 | 勝点 | チーム | 試合 | 勝     | 分   | 分   | 負     | 得点 | 失点 | 差  | 監督                |
| 2009 | JFL  | 13位 | 40   | 18     | 34   | 9      | 13   | 13   | 12     | 34   | 38   | -4  | 廣池寿              |
| 2010 | JFL  | 13位 | 42   | 18     | 34   | 10     | 12   | 12   | 12     | 36   | 39   | -3  | 廣池寿              |
| 2011 | JFL  | 8位  | 47   | 18     | 33   | 12     | 11   | 11   | 10     | 47   | 45   | 2   | 池田竜市 / 城和憲   |
| 2012 | JFL  | 16位 | 28   | 17     | 32   | 7      | 7    | 7    | 18     | 28   | 56   | -28 | 城和憲              |
| 2013 | JFL  | 18位 | 29   | 18     | 34   | 6      | 11   | 11   | 17     | 26   | 47   | -11 | 川島正士            |
| 2014 | JFL  | 10位 | 29   | 14     | 26   | 7      | 6    | 6    | 13     | 31   | 52   | -21 | 井戸川一徹          |
| 2015 | JFL  | 9位  | 40   | 16     | 30   | 11     | 7    | 7    | 12     | 31   | 37   | -6  | 井戸川一徹          |
| 2016 | JFL  | 4位  | 59   | 16     | 30   | 17     | 8    | 8    | 5      | 46   | 23   | 23  | 谷口研二            |
| 2017 | JFL  | 8位  | 34   | 16     | 30   | 9      | 7    | 7    | 14     | 36   | 46   | -10 | 谷口研二            |
| 2018 | JFL  | 14位 | 29   | 16     | 30   | 6      | 11   | 11   | 13     | 29   | 52   | -23 | 谷口研二            |
| 2019 | JFL  | 6位  | 41   | 16     | 30   | 10     | 11   | 11   | 9      | 41   | 39   | 2   | 白川伸也            |
| 2020 | JFL  | 12位 | 19   | 16     | 15   | 5      | 4    | 4    | 6      | 19   | 25   | -6  | 白川伸也 / 宮路洋輔 |
| 2021 | JFL  | 16位 | 27   | 17     | 32   | 6      | 9    | 9    | 17     | 26   | 48   | -22 | 宮路洋輔            |
| 2022 | JFL  | 10位 | 36   | 16     | 30   | 10     | 6    | 6    | 14     | 33   | 33   | 0   | 宮路洋輔            |
| 2023 | JFL  | 14位 | 31   | 15     | 28   | 8      | 7    | 7    | 13     | 35   | 44   | -9  | 宮路洋輔            |
| 2024 | JFL  | 16位 | 22   | 16     | 30   | 5      | 7    | 7    | 18     | 25   | 48   | -23 | 宮路洋輔            |
| 2025 | JFL  | 位   |      |        | 30   |        |      |      |        |      |      |     | 宮路洋輔            |

## ユニフォーム

### チームカラー
- - 2022年   赤
- 2023年 -    青

### ユニフォームスポンサー
| 掲出箇所   | スポンサー名   | 表記           | 提出年   | 備考                                |
| 胸         | ミネベアミツミ | MinebeaMitsumi | 2023年 - | 1964年 - 2022年は「Honda Lock」表記 |
| 鎖骨       | なし           | -              | -        |                                     |
| 背中上部   | なし           | -              | -        |                                     |
| 背中下部   | なし           | -              | -        |                                     |
| 袖         | なし           | -              | -        |                                     |
| パンツ前面 | なし           | -              | -        |                                     |
| パンツ背面 | なし           | -              | -        |                                     |

### ユニフォームサプライヤー
- - 2009年：不明（個人経営商店が作成していたものや、ミズノを使っていた時期もある）
  - ユニフォーム以外（ベンチコート等）はプーマ
- 2010年 - 2020年：カッパ
- 2021年 - 現在：アンブロ

なお、ユニフォームには不死鳥（フェニックス）を模ったデザインがある。

## タイトル・表彰

### リーグ戦
- 九州サッカーリーグ：1回
  - 2004年

### カップ戦
- 全国社会人サッカー選手権大会
  - 3位：1回 (2008年)
- 全国地域リーグ決勝大会
  - 3位：2回 (2004年、2008年)

### 個人
- 日本フットボールリーグ
  - ベストイレブン
    - 2016年 - 肝付将臣

## エンブレム・マスコットキャラクター
エンブレム
- チームスローガンである「闘う集団」の象徴として、また宮崎の県木「フェニックス」と県鳥「コシジロヤマドリ」を不死鳥である「フェニックス」に置き換えて表現[10]。
- 「フェニックス」には「永遠に生き続ける者」「強い者」「唯一無二」という意味が込められており、イメージカラーである炎の赤は「攻め」「生命力と情熱」「南国の太陽」「エネルギー」「闘争心」を表現[10]。

2020年まで
- 長方形に白とクラブカラーの赤を使って、フェニックスとサッカーボールをデザイン。

2021年から
- 2021年1月18日、フェニックスの意匠はそのままに、会社の主力製品であるカギをあしらったエンブレムに変更した[10][11]。働きながらリーグで戦うことへの誇りと、チームが会社の永続的な発展を支える「カギ」のような存在であってほしいとの思いが込められている[10]。
- ミネベアミツミFCへの改称とともにクラブカラーも青に変更となったため、カギをあしらったデザインやフェニックスの意匠はそのままに、赤地であったエンブレムを青地に変更した。

マスコットキャラクター
- 「ロッキー」
  - 「闘う集団」のスローガンの下、前向きにゴールを目指す姿勢の、アグレッシブで負けん気の強いキャラクター。燃える闘志を不死鳥ならではの「炎」で表現し、太い線や赤を基調とした色づかいが力強さを強調[10]。
  - 「ロッキー」という名前は、一般公募を実施して200件を超える募集の中から選ばれた。「ロック」という社名やチーム名の他、映画「ロッキー」のように、明日に向かって闘うキャラクターという思いや、壮大な「ロッキー山脈」を越えて羽ばたく不死鳥であって欲しい、といったサポーターの思いが込められている[10]。
  - ミネベアミツミFCへの改称後も引き続きマスコットキャラクターを務める。

## エピソード
- Honda FC同様、プロ化の意思は無い。宮崎県サッカー協会などからプロ化への打診はあったようだが、チームスローガンにもあるとおり「アマチュアで日本一」を目指している。
- 電撃ネットワークのメンバー（デビュー前）およびマネージャーを務めていた『ロック総統』と呼ばれる名物サポーターがいる[12]。「Jへの鍵」を持って、対戦クラブ側サポーター席に乗り込み、パフォーマンスを繰り広げることが、ホンダロック、ひいてはJFLの名物ともなっている。
- かつては唯一の「宮崎に本拠地を置く全国リーグのチーム」であったことから、2月の宮崎でのキャンプシーズンでは、多くのJリーグチームの練習試合の受け皿となることが多かった。